# Вела Благоєва
Вела Благоєва (болг. Вела Благоева; Вікторія Атанасова Живкова, 29 вересня 1859, Велико-Тирново, Османська Болгарія — 21 липня 1921, Софія, Болгарія) — болгарська письменниця, журналістка, педагог. Вважається однією із засновниць руху за права жінок в Болгарії.

## Ранні роки та освіта
Вікторія Атанасова Живкова народилася 29 вересня 1859 року в місті Велико-Тирново. Молодша з п'яти дітей Неди Спірідонової та Атанаса Живкова. Сестри — Маріола і Роза, брати — Георгій Живков, політик, тричі обирався головою Національної асамблеї Болгарії і Нікола Живков, засновник першого дитячого садка в Болгарії й автор слів першого національного гімну Болгарії Шуми Марица.
Оскільки сім'я часто змінювала місце проживання, Вікторія навчалася в Оряхово, Великому Тирнові, Русе, Габрово, Старій Загорі. Отримавши педагогічну освіту викладає в Берковиці, Стамбулі, Тирнові, Варні. 1874 року Вікторія разом із братом Миколою на власні кошти будують церкву і школу для дівчаток у Варні. 1876 року Вікторія їде в Російську імперію, де закінчує медичні курси, і під час Російсько-турецької війни працює медсестрою у Великому Тирнові і Свіштові. Після війни проходить трирічні педагогічні курси в Маріїнській гімназії в Петербурзі. У цей період Вікторія двічі зустрічається з письменником І. С. Тургенєвим. У 1881 році Вела повертається до Болгарії, де викладає в школах Едірне і Бітоли. Незабаром Вікторія повертається в Росію, відвідує Бестужевські курси. Великий вплив на Вікторію справили студентські виступи проти самодержавства в Російській імперії. У цей же період Вела знайомиться з Дмитром Благоєвим, з яким незабаром одружується.

## Кар'єра
1884 року Благоєва повертається до Болгарії, де викладає в школі для дівчаток в Софії (Софийското зразково девическо училище). З червня 1885 року Вікторія з чоловіком видають перший соціалістичний журнал в Болгарії "Съвременний показател". Вікторія пише статті про дискримінацію вчителів, рівність, жіночу освіту. Благоєву неодноразово звільняли через її відкриті висловлювання на тему політики, тому вона була змушена часто змінювати місце роботи. Вона викладала в школах Софії (1884-1885; 1905-1907), Шумена (1886-1887), Видина (1887-1890), Великого Тирнова (1890-1892), Старої Загори (1892-1893), Пловдіва (1893-1896; 1902-1903), Тульчі (1901-1902) і Тристеника (1907-1912). Через погіршення стану здоров'я Вікторія відходить від викладацької діяльності.
З 1894 Благоєва починає видавати журнал Справа (Дело), в якому публікуються соціалістичні літературні твори болгарських авторів, у тому числі вірші Кирила Христова, Димитра Полянова, Івана Андрійчина і прозу Антона Страшимірова. Через діяльність Дмитра Благоєва Вікторії довелось припинити видавництво журналу в 1896 році.
1901 року Вела Благоева разом з Димитраною Івановою, Катериною Каравеловою, Ганною Карімою, Кіною Коновою, Юлією Малиновою та іншими засновують першу національну жіночу організацію в Болгарії, Болгарський жіночий союз (Български женски съюз). Через два роки через ідеологічні розбіжності з іншими членами організації Благоєва залишає організацію. Вона вважає, що союз все більше орієнтується на проблемах вищих верств населення, забуваючи при цьому про потреби робітничого класу. Вела Благоєва починає видавати журнал Жіноча праця (Дамски труда), в якому вона відстоює права робітниць.
1905 року Благоєва створює першу освітню організацію для робітниць, і в серпні того ж року організовує конференцію жінок-соціалісток в Софії. Це викликало хвилю критики, в тому числі з боку її чоловіка, оскільки чоловіки вважали, що жінки не повинні брати участь в об'єднаних робітничих рухах. Попри це, Благоєва продовжує відстоювати ідеї рівного доступу до освіти, незалежності жінок, оплати жіночої праці, скасування покарання за проституцію.

## Особисте життя
Вела і Дмитро мали чотирьох дітей: Стела (1887-1954), Наталія (1889-1943), Володимир (1893-1925) і Димитр (1895-1918). Вела Благоєва померла в Софії 21 липня 1921 року. 1995 року одна з освітніх установ у Великому Тирнові була названа на її честь (Средно общообразователно училище "Вела Благоева").

## Вибрані роботи
- Методика на българския език за народните елементарни и трикласни училища. 1892
- Царица Теодора. Скица из българския живот от XIV век. 1894
- Процес. 1898
- След бурята. 1904
- Две повести из народния живот на българите. 1904